# سیک‌ساره
سیک‌ساره (به انگلیسی: Siiksaare) یک روستا در دهستان سارما، شهرستان ساره واقع در کشور استونی، جزیره سارما است. بر اساس سرشماری سال ۲۰۱۱، جمعیت این روستا ۲۶ نفر بود.